# García del Río (Buenos Aires)
García del Río es un paraje rural del partido de Tornquist, al sudoeste de la provincia de Buenos Aires, Argentina.

## Ubicación
Se encuentra a 36 km al sur de la ciudad de Tornquist. Se accede desde un camino que se desprende de la Ruta Nacional 33.

## Población
Durante los censos nacionales del INDEC de 2001 y 2010 fue considerada como población rural dispersa.

## Ferrocarril
Es estación del Ferrocarril General Roca: Estación García del Río.

## Toponimia
Debe su nombre al Dr. colombiano Juan García del Río, quien fuera secretario de Estado del General San Martín y fue gran colaborador de Símon Bolívar.